# Лукашевич Тетяна Миколаївна
Тетяна Миколаївна Лукашевич (нар. 21 листопада 1905, Катеринослав (Дніпро) — 2 березня 1972, Москва) — радянська кінорежисерка і сценаристка.

## Біографія
У 1927 році закінчила режисерський факультет ДТК — Державного технікуму кінематографії (майбутнього ВДІКу). Працювала асистентом режисера в картинах «Одна з багатьох» А. Ходатаєва і «Москва в Жовтні» Бориса Барнета. У 1928 році дебютувала як режисер науково-популярного фільму «Війна імперіалістичній війні». У 1929 році на московській кіностудії «Межрабпомфильм» поставила художній фільм «Злочин Івана Караваєва» за власним сценарієм. З 1932 — режисер кіностудії «Мосфільм».
Під час війни Тетяна Лукашевич працювала на студії «Воентехфильм», де поставила ряд документальних і науково-популярних фільмів. Як другий режисер брала участь в роботі над картинами «Суд честі» і «Змова приречених».
Однак славу їй принесли художні фільми і фільми-спектаклі, поставлені самостійно: «Підкидьок», «Весілля з приданим», «Атестат зрілості», «Сліпий музикант» та інші. Більшість її стрічок присвячені дітям або підліткам, які тільки вступають у доросле життя.
Померла в 1972 році на 67-му році життя, похована на Востряковському кладовищі в Москві.

## Фільми

### Художні
- «Злочин Івана Караваєва» (1929);
- «Весняні дні» (1934, разом з Рубеном Симоновим);
- «Гаврош» (1937);
- «Підкидьок» (1939);
- «Учитель танців» (1952);
- «Анна Кареніна» (1953);
- «Весілля з приданим» (1953, разом з Борисом Равенських);
- «Атестат зрілості» (1954);
- «Крила» (1956);
- «Вони зустрілися на шляху» (1957);
- «Зорі назустріч» (1959);
- «Сліпий музикант» (1960);
- «Хід конем» (1962);
- «Острів Колдун» (1964).

### Документальні та науково-популярні
- «Війна імперіалістичній війні» (1928);
- «Догляд за хворими»;
- «Радянська Чувашія».

## Нагороди
- Орден Трудового Червоного Прапора (7 березня 1960 року) — в ознаменування 50-річчя Міжнародного жіночого дня і відзначаючи активну участь жінок Радянського Союзу в комуністичному будівництві та їх заслуги перед Радянською державою по вихованню молодого покоління, за досягнення високих показників у праці і плідну громадську діяльність[5].